# Fındıksuyu, Geyve
Fındıksuyu là một xã thuộc huyện Geyve, tỉnh Sakarya, Thổ Nhĩ Kỳ. Dân số thời điểm năm 2008 là 78 người.